# Resolució 2135 del Consell de Seguretat de les Nacions Unides
La Resolució 2135 del Consell de Seguretat de les Nacions Unides fou adoptada per unanimitat el 30 de gener de 2014. Després de reafirmar totes les resolucions sobre el conflicte de Xipre el Consell va ampliar el mandat de la Força de les Nacions Unides pel Manteniment de la Pau a Xipre (UNFICYP) durant sis mesos més fins al 31 de juliol de 2014.

## Detalls
La força de pau a Xipre era necessària. Malgrat els esforços, les negociacions formals entre les dues parts de l'illa per tal de portar a un país amb dos estats federals bizonals no s'havien reprès. A més, calia implementar mesures per enfortir la confiança entre els dos grups de població. No obstant això, ambdues parts encara bloquegen el desminatge a la Línia Verda.
El Consell va exigir la represa de les negociacions per arribar a un acord final sobre els principals problemes i millorar la vida quotidiana de la població. També va demanar a les dues parts que treballessin amb la UNFICYP sobre la demarcació de la Línia Verda i l'aide-memoire de 1989. També es va demanar als turcoxipriotes que restauressin l'statu quo a Strovilia.